# Jihae
Jihae (Jihae Kim; ur. 1980/1981 w Seulu) – południowokoreańska piosenkarka i aktorka mieszkająca w Stanach Zjednoczonych. Zadebiutowała jako piosenkarka w 2007 roku i do r. 2020 wydała cztery pełne albumy. Jako aktorka wystąpiła w miniserialu Mars (2016) i filmie Mortal Engines (2018), w serialu Netflix Altered Carbon (2020) i w trzecim sezonie HBO Sukcesja.

## Dzieciństwo i młodość
Jihae urodziła się w Seulu. Jej imię oznacza „mądrość”. Będąc córką dyplomaty dorastała w Nigerii, Szwecji i Nowym Jorku. Uczęszczała na Uniwersytet Emory`ego, gdzie ukończyła politologię.

## Kariera
Jihae rozpoczęła karierę jako modelka, pojawiając się w reklamach marki odzieży damskiej Eileen Fisher.
W 2007 roku wydała swój pierwszy album pt. My Heart Is an Elephant. W teledysku do albumu reżyser Michel Gondry gra na perkusji przy użyciu naczyń kuchennych, a muzyk Lenny Kravitz – na gitarze i basie. W 2008 roku wydała swój drugi album pt. Elvis is Still Alive.
W 2009 r. Jihae otworzyła własną wytwórnię muzyczną i firmę multimedialną „Septem”.
W 2010 roku, z dramaturgiem i reżyserem Johnem Patrickiem Shanleyem współtworzyła rockową operę Fire Burning Rain na podstawie jej albumu koncepcyjnego o tym samym tytule.
W 2015 roku  wydała swój czwarty album pt. Illusion of You. Nad albumem pracowała z Dave'em Stewartem z Eurythmics, a także ze Stuartem Matthewmanem i Jean-Lucem Sinclairem. Album zawiera piosenkę autorstwa Jihae i Leonarda Cohena pt. „It Just Feels”.
Zadebiutowała w filmie w r. 2015 r., grając bliźniaczki Joon i Hana Seung w miniserialu National Geographic Mars. W 2018 roku zagrała Annę Fang w filmie Mortal Engines.

## Aktywizm społeczny
W 2012 r. Jihae i Dave Stewart nagrali piosenkę „Man to Man, Woman to Woman”, która została wybrana przez ówczesną sekretarz stanu, Hillary Clinton, na piosenkę przewodnią kampanii „Hours Against Hate 2012”. Jihae i Stewart wykonali piosenkę na koncercie w Londynie 24 lipca 2012 r.

## Dyskografia
- My Heart Is an Elephant (2007)
- Elvis Is Still Alive (2008)My Heart Is an Elephant
- Fire Burning Rain (2010)
- Illusion of You (2018)
- Life on Mars (2018)

## Filmografia
Kino
| Rok  | Tytuł            | Rola                    |
| ---- | ---------------- | ----------------------- |
| 2009 | 2B               | Piosenkarka (Jihae Kim) |
| 2018 | Zabójcze maszyny | Anna Fang               |

Telewizja
| Rok          | Tytuł                                           | Rola                         |
| ------------ | ----------------------------------------------- | ---------------------------- |
| 2021         | Sukcesja – sezon 3                              | Berry Schneider              |
| 2020         | Altered Carbon – sezon 2 odcinek 1 Phantom Lady | piosenkarka / Takeshi Kovacs |
| 2016-present | Mars                                            | Joon Seung & Hana Seung      |